# Golfo de Amundsen
El golfo de Amundsen (en inglés, Amundsen Gulf) es un golfo localizado en el Ártico canadiense, en el extremo suroeste del mar de Beaufort, uno de los mares litorales del océano Ártico. Administrativamente, sus aguas y las costas que bañan pertenecen íntegramente a Canadá: una pequeña parte en el borde oriental a Nunavut y el resto, la parte central y occidental, a los Territorios del Noroeste.
El recorrido a través del golfo es una de las variantes de la sección occidental del famoso paso del Noroeste —la ruta marítima desde el Atlántico al Pacífico— utilizada para evitar el estrecho de McClure, casi siempre cerrado por los hielos.
Pocas personas viven en las costas del golfo, pero hay algunas pueblos y comunidades, como Sachs Harbour, Holman, y Paulatuk.

## Geografía
|thumb|
El golfo de Amundsen está delimitado, al este, por la costa suroccidental de la isla Victoria; al norte, por la costa meridional de la isla de Banks; y al sur, por la costa continental de Canadá. Tiene una longitud de cerca de 400 km y unos 150 km de anchura en su confluencia con el mar de Beaufort.
Entrando en el golfo desde el mar de Beaufort, y recorriendo las riberas en sentido contrario a las agujas del reloj, se encuentran:
- Costa continental de Canadá. Comienza en punta Observation, situada en la pequeña isla ribereña de isla Baillie; sigue un tramo de costa baja, en dirección sureste, hasta punta Fitton, que señala el comienzo de la profunda bahía de Franklin; al otro lado está el cabo Parry, en la punta de la península de Parry y siguen luego, al otro lado de la península, las aguas de la bahía gemela de Darnley, hasta punta Hacro; sigue un nuevo tramo de costa continental en dirección SE, con punta House, punta Clinton, punta Tinney y punta Clifton, que marca el inicio del estrecho de los delfines y la Unión, uno de los límites orientales del golfo, que conduce al estrecho Union y luego a las aguas del golfo de la Coronación (si se sigue la ruta se rodea completamente isla Victoria: se cruza el estrecho de Dease, se llega al golfo de la Reina Maud, y volviendo al noreste, al estrecho de Victoria y al canal McClinton, para llegar al Viscount Melville Sound, en el Paso del Noroeste).

- Isla Victoria. Frente a punta Clifton, ya en la isla Victoria, está el cabo Baring, en dirección norte, en el extremo occidental de la península Wollanston; comienzan las aguas del Prince Albert Sound, y, al otro lado, más al norte, está la bahía Freshwater; sigue un tramo costero del borde meridional de la península Diamond Jennes, hasta cabo Ptarmigan, también su extremo occidental; luego siguen las aguas del Minto Inlet y al otro lado, en la península del príncipe Alberto, está el cabo Peter Richards, luego la bahía Walker, punta Permican y punta Berkeley; siguen por último las aguas del estrecho del Príncipe de Gales, ya en el límite noreste del golfo.

- Isla de Banks. Al otro lado del estrecho, punta Alexander Milne marca el comienzo del tramo de costa meridional de isla Banks; en dirección suroeste, siguen cabo Cardwell, bahía De Salis, cabo Collinson, cabo Nelson y cabo Lambton, donde la costa gira hacia el noroeste, en un arco que es el propio límite de la bahía Thesinger hasta cabo Kellet, el final del extremo occidental de las aguas del golfo y punto que señala el regreso al mar de Beaufort.

Todo el golfo está en la región climática de la tundra ártica, que se caracteriza por inviernos muy fríos. A finales de invierno, el mar del golfo de Amundsen está cubierto de hielo. La mayor parte del hielo, en un año normal, se rompe en julio, con algunas zonas que no quedan libres hasta agosto en el extremo oriental y la parte septentrional. En la costa meridional, alrededor de bahía Darnley, se encuentra el Parque nacional Tuktut Nogait.

## Fauna
En las aguas del golfo hay ballenas beluga, focas, char ártico, bacalao e incluso salmón, que apareció en las aguas del golfo por primera vez fuera de Sachs Harbour entre 1999 y 2001.

## Historia
La costa continental, el borde meridional del golfo, fue reconocido desde tierra por John Franklin (1786-1847) en sus dos expediciones de reconocimiento en 1819-22 y 1824-26, en las que iba acompañado por George Back (1796-1878)) y el naturalista John Richardson (1787-1865). Al final de esas expediciones, Franklin, Back y Richardson habían estudiado casi la mitad de la longitud de la costa norteamericana, desde la península de Kent hasta la bahía Prudhoe, en Alaska.
En la segunda de esas expediciones les acompañó el explorador canadiense Peter Warren Dease (1788-1863), que más tarde volvería a realizar la exploración de la zona entre 1833-39. En su honor, el estrecho de Dease lleva su nombre.
El primer occidental del que se tiene constancia de que navegó por sus aguas fue en el año 1850, el explorador británico Robert McClure (1807-73) comandando el HMS Investigator, en una de las expediciones del Almirantazgo a la búsqueda de la expedición perdida de Franklin. En esa expedición McClure fue el primero que logró completar el paso del Noroeste, aunque parte del trayecto lo hizo a pie y en trineos.
El golfo de Amundsen fue reconocido entre 1903 y 1906 por el explorador noruego Roald Amundsen (1872- 1928), y se le dio su nombre en su honor.